# Y'en a marre (film)
Pour les articles homonymes, voir Y'en a marre.
Pour plus de détails, voir Fiche technique et Distribution.
Y'en a marre (autres titres : Ce soir on tue / Le Gars d'Anvers) est un film franco-belge réalisé par Ivan Govar sorti en 1959.

## Synopsis
À Anvers en Belgique, en 1959, des agents d'Interpol se font abattre successivement sans obtenir ce qu'ils cherchent : la liste de tous les malfrats influents. Il n'en reste plus qu'un, Larry Laine, qui va leur montrer de quel bois il se chauffe.

## Fiche technique
- Titre : Y en a marre
- Titre belge francophone : Ce soir on tue
- Titre alternatif : Le Gars d'Anvers
- Réalisation : Ivan Govar
- Assistant-réalisateur : Jean-Claude Dumontier
- Scénario et dialogues : François Germain et Jacques Moreau, d'après le roman de Jean-Michel Sorel
- Photographie : Pierre Petit
- Musique : Alain Romans
- Son : Norbert Gernolle
- Décors : Robert Bouladoux
- Montage : Borys Lewin et Jacques Mavel
- Production : Belgodiex (Bruxelles), Yak Films (Paris)
- Producteurs: Ivan Govar, Jacques Boris
- Directeur de production : André Deroual
- Pays d'origine :  France
- Format :  Noir et blanc - 1,37:1 - 35 mm - Son mono
- Genre : Thriller
- Durée : 88 minutes
- Date de sortie : 
  - France - 16 septembre 1959

## Distribution
- Pierre Trabaud : Larry Laine, un agent spécial d'Interpol
- Dominique Wilms : Mireille, une capiteuse chanteuse
- René Dary : Franz, un patron de boîte de nuit et chef d'un réseau de trafiquants de drogue
- Jess Hahn : Dave, le copain de Larry
- Marcel Portier : Mertens
- Christian Méry : Paulo le Corse
- Danielle Godet : Colette
- Jean Juillard : Marcel
- Roger Pera : Raymond
- André Dumas : Angelo
- Louis Arbessier : un homme d'Interpol
- Yves Brainville : un homme d'Interpol
- Michel Etcheverry : un homme d'Interpol
- Barbara Laage : Nelly
- Yves Vincent : le commissaire Van Eck
- Lucien Fleurot : un tueur (non crédité)
- Henri Guégan : un tueur (non crédité)
- Jacques Morlaine : le présentateur (non crédité)
- Henri Guégan : un marin (non crédité)
- Moustache (acteur) (non crédité)